# Saison 3 de NCIS : Los Angeles
Chronologie
Saison 2 Saison 4
Cet article présente le guide des épisodes de la troisième saison de la série télévisée NCIS : Los Angeles.

## Distribution

### Acteurs réguliers
- Chris O'Donnell : Agent Spécial G. Callen
- LL Cool J : Agent Spécial Sam Hanna
- Daniela Ruah : Agent Spécial Kensi Blye
- Eric Christian Olsen : Lieutenant Marty Deeks
- Linda Hunt : Henrietta « Hetty » Lange
- Barrett Foa : Eric Beale
- Renée Felice Smith : Nell Jones

### Acteurs récurrents et invités
- Claire Forlani : Lauren Hunter (épisodes 1 à 3, 23 et 24)
- Rocky Carroll : Directeur Leon Vance (épisode 1)
- Miguel Ferrer : Directeur Adjoint Owen Granger[1] (épisodes 12, 14 à 17, 23 et 24)
- Bridget Regan : Elizabeth Smith[2] (épisode 2)
- Ella Thomas : Jada Khaled (épisodes 9 et 13)
- Douglas Weston : Alex Elmslie (épisodes 9 et 13)
- Peter Cambor : Dr Nate Getz, psychologue opérationnel [3] (épisode 20)
- Scott Caan : Sergent-détective Danny «Danno» Williams de l'Unité spéciale des crimes majeurs d'Hawaii 5-0[4] (épisode 21)
- Daniel Dae Kim : Lieutenant-détective Chin Ho Kelly de l'Unité spéciale des crimes majeurs d'Hawaii 5-0[4] (épisode 21)
- Vyto Ruginis : Arkady Kolcheck (épisode 22)
- Brian Avers : Mike Renko, Agent Spécial du NCIS (épisodes 23 et 24)

## Épisodes

### Épisode 1:Lange, H
- États-Unis /  Canada : 20 septembre 2011 sur CBS[5] / Global
- Suisse : 9 mai 2012 sur RTS Un
- France : 11 mai 2012 sur M6[6]
- Québec : 4 septembre 2012 sur V[7]
- Belgique : sur RTL-TVI

- États-Unis : 16,71 millions de téléspectateurs[8]
- Canada : 2,113 millions de téléspectateurs[9]
- France : 4,35 millions de téléspectateurs[10]

- Rocky Carroll (Leon Vance, directeur du NCIS)
- Claire Forlani (Lauren Hunter)
- Cristine Rose (Alexa Comescu)
- Craig Robert Young (Dracul Comescu)
- Zoran Korach (Gardien roumain)

- Le directeur du NCIS, Leon Vance apparait dans cet épisode.

### Épisode 2:Cyber-attaque
- États-Unis /  Canada : 27 septembre 2011 sur CBS / Global
- Suisse : 9 mai 2012 sur RTS Un
- France : 11 mai 2012 sur M6
- Québec : 11 septembre 2012 sur V

- États-Unis : 16,26 millions de téléspectateurs[11]
- Canada : 2,063 millions de téléspectateurs[12]
- France : 4,2 millions de téléspectateurs[10]

- Claire Forlani (Lauren Hunter)
- Heidi Marnhout (Heather Marcum)
- Nathan Gamble (Shawn Calder)
- Anne Son (Patricia Michaels)
- Bridget Regan (Elizabeth Smith)
- Jordan Belfi (Dennis Calder)
- Bradley James (Nicholas Delamico)
- Stephan Smith Collins (Vendeur)
- Elizabeth Bond (Réceptionniste)
- Amy Rasimas (Assistant)

### Épisode 3:Duos explosifs
- États-Unis /  Canada : 4 octobre 2011 sur CBS / Global
- Suisse : 16 mai 2012 sur RTS Un
- France : 18 mai 2012 sur M6
- Québec : 18 septembre 2012 sur V

- États-Unis : 14,78 millions de téléspectateurs[13]
- Canada : 1,888 million de téléspectateurs[14]
- France : 4,3 millions de téléspectateurs[15]

- Claire Forlani (Lauren Hunter)
- Andrew Elvis Miller (Calvin Winslow)
- Ethan Wilde (Charles Redman)
- Rico McClinton (Garde du corps)
- Leyna Nguyen (Elle-même)

### Épisode 4:La Voix de la rébellion
- États-Unis /  Canada : 11 octobre 2011 sur CBS / Global
- Suisse : 16 mai 2012 sur RTS Un
- France : 18 mai 2012 sur M6
- Québec : 25 septembre 2012 sur V

- États-Unis : 15,4 millions de téléspectateurs[16]
- Canada : 2,177 millions de téléspectateurs[17]
- France : 4,1 millions de téléspectateurs[15]

- Piter Marek (Farag Hijazi)
- Tyler Francavilla (Steve Downey)
- Tony Amendola (Adama Hijazi)
- Sheetal Sheth (Shari Al-Kousa)
- Jeannette Sousa (Adriana Gomez)
- Jay Harik (Gérant)
- Jeff Denton (Capitaine de corvette Gavin Madison)
- Sam Golzari (Greffier)

### Épisode 5:Sacrifice
- États-Unis /  Canada : 18 octobre 2011 sur CBS / Global
- Suisse : 23 mai 2012 sur RTS Un
- France : 25 mai 2012 sur M6
- Québec : 2 octobre 2012 sur V

- États-Unis : 15,35 millions de téléspectateurs[18]
- Canada : 1,92 million de téléspectateurs[19]
- France : 4,06 millions de téléspectateurs[20]

- America Olivo (Eva Espinoza)
- Brant Cotton (Capitaine du service de police de Los Angeles John Duncan)
- Doug Rao (Banks (Employé du FBI #1))
- Danny Nucci (Figg (Employé du FBI #2))
- Gino Montesinos (Carlos Molina)
- Farshad Farahat (Jamel Ahmed Shallah)
- Carlos Arellano (Diego Molina)
- Cheryl Texiera (Gérant de motel)
- Brian Michael Jones (Greffier)
- Jennifer Barbosa (Préposée)

### Épisode 6:Loup solitaire
- États-Unis /  Canada : 25 octobre 2011 sur CBS / Global
- Suisse : 23 mai 2012 sur RTS Un
- France : 25 mai 2012 sur M6
- Québec : 9 octobre 2012 sur V

- États-Unis : 16,89 millions de téléspectateurs[21]
- Canada : 1,955 million de téléspectateurs[22]
- France : 3,89 millions de téléspectateurs[20]

- Scott Paulin (Larry Basser)
- Craig McLachlan (Clifford Bosworth)
- Robin Thomas (Dennis White)
- Meredith Scott Lynn (Abigail Johns)
- Charles Parnell (Capitaine de corvette David Forbes)
- Ursula Taherian (Melissa Peters)
- Cade Owens (Mark Basser)
- Javier Calderon (Greg Reyes)
- Stephan Madar (Casey Freed)
- Kiralee Hayashi (Stephanie Walters)
- Jake Vaughn (Ed Basser)
- Jodie Fisher (Emma White)
- Frederick Stoverink (Homme tatoué)

### Épisode 7:Les Amants
- États-Unis /  Canada : 1er novembre 2011 sur CBS / Global
- Suisse : 30 mai 2012 sur RTS Un
- France : 1er juin 2012 sur M6
- Québec : 16 octobre 2012 sur V

- États-Unis : 15,52 millions de téléspectateurs[23]
- Canada : 1,946 million de téléspectateurs[24]
- France : 3,9 millions de téléspectateurs[25]

- Yuji Okumoto (Akio Tanaka)
- Drew Fuller (Connor Maslin)
- Ron Yuan (Yosh)
- Jerry Kernion (Patron)
- Yuu Asakura (Maeko Tanaka)

### Épisode 8:Convoitises
- États-Unis /  Canada : 8 novembre 2011 sur CBS / Global
- Suisse : 30 mai 2012 sur RTS Un
- France : 1er juin 2012 sur M6
- Québec : 23 octobre 2012 sur V

- États-Unis : 15,66 millions de téléspectateurs[26]
- Canada : 2,007 millions de téléspectateurs[27]
- France : 3,7 millions de téléspectateurs[25]

- Sherman Augustus (Michael Saleh)
- Joseph A. Nunez (Jaime)
- Rey Gallegos (Petite tête)
- Julia Whelan (Karen Davis)
- Hemky Madera (Policier mexicain responsable du dossier)
- Tarnue Massaquoi (Hafiz Hussein)
- Glenn Taranto (Gardien de sécurité)
- James Rekart (Gérant)
- Lester Keefe (Matelot Brandon Davis)
- Kirk Taylor (Paul Green)

### Épisode 9:Le Baiser de Judas
- États-Unis /  Canada : 15 novembre 2011 sur CBS / Global
- Suisse : 6 juin 2012 sur RTS Un
- France : 8 juin 2012 sur M6
- Québec : 30 octobre 2012 sur V

- États-Unis : 15,15 millions de téléspectateurs[28]
- Canada : 1,762 million de téléspectateurs[29]
- France : 4,1 millions de téléspectateurs[30]

- Ella Thomas (Jada)
- Douglas Weston (Alex Elmslie)
- Anslem Richardson (Tahir Khaled)
- Tongayi Chirisa (Homme chargé d'un interrogatoire)
- Jack Stehlin (Officier de la CIA responsable des opérations Colin Rand)
- Kelly E. Smith (Assistante)
- A.K. Murtadha (Militia)
- Herbie Jackson (Jeune garçon)
- Garland Whitt (Soldat soudanais)
- Indira G. Wilson (La femme de Sam)
- Wiley B. Oscar (Kadeen)

### Épisode 10:Reconnaissance de dette
- États-Unis /  Canada : 22 novembre 2011 sur CBS / Global
- Suisse : 6 juin 2012 sur RTS Un
- France : 8 juin 2012 sur M6
- Québec : 6 novembre 2012 sur V

- États-Unis : 14,10 millions de téléspectateurs[31]
- Canada : 2,226 millions de téléspectateurs[32]
- France : 4,1 millions de téléspectateurs[30]

- Michael Weston (Détective du LAPD John Quinn)
- Patrick Saint-Esprit (Lieutenant du LAPD Roger Bates)
- Cyrus Farmer (Clarence Fisk)
- Jamie Elle Mann (Monica Lee)
- Mary Paige Keller (Angela Tully)
- John Hillard (Aryan Leader)
- Meagan Holder (Fille sportive)
- Devan Long (Partisan)
- Jess Allen (Soldat à pied)

### Épisode 11:Un Noël électromagnétique
- États-Unis /  Canada : 13 décembre 2011 sur CBS / Global
- Suisse : 13 juin 2012 sur RTS Un
- France : 22 juin 2012 sur M6
- Québec : 13 novembre 2012 sur V

- États-Unis : 16,40 millions de téléspectateurs[33]
- Canada : 2 millions de téléspectateurs[34]
- France : 3,40 millions de téléspectateurs[35]

- Leland Orser (Professeur Gareth Carlyle)
- Troy Evans (Clarence)
- Arlen Escarpeta (Chester Wilkins)
- Jackson Davis (Seed Marshall)
- Ramon De Ocampo (Bevan Tao)
- Ian Nelson (Patrick Quade)
- Rachel Grate (Sara Carlyle)
- Barbara Keegan (Mme Jones, mère de Nell)
- Joshua Sawtell (Hamada Al-Aziz)
- Sonalii Castillo (Maria)
- Nicholas Sagar (Joseph)

### Épisode 12:Sous surveillance
- États-Unis /  Canada : 3 janvier 2012 sur CBS / Global
- Suisse : 13 juin 2012 sur RTS Un
- France : 22 juin 2012 sur M6
- Québec : 20 novembre 2012 sur V

- États-Unis : 17,08 millions de téléspectateurs[36]
- Canada : 2,063 millions de téléspectateurs[37]
- France : 3,60 millions de téléspectateurs[35]

- Miguel Ferrer (Owen Granger, directeur adjoint du NCIS)
- Erik Palladino Roger McAdams / Vostanik Sabatino
- Katherine Sigismund (Mia Bolton)
- Sean McGowan (JT)
- Peter Jae (Joe)
- E.J. Garcia (Juan Garcia)
- Yaniv Rokah (Ari Peretz)
- Michael St. Clair (Faton Hoxha)
- Matthew Scott Lewis (Mannequin homme)

### Épisode 13:L'Ennemi de mon ennemi
- États-Unis /  Canada : 10 janvier 2012 sur CBS / Global
- France : 29 juin 2012 sur M6
- Québec : 27 novembre 2012 sur V
- Suisse : sur RTS Un

- États-Unis : 16,60 millions de téléspectateurs[38]
- Canada : 1,999 million de téléspectateurs[39]
- France : 3,30 millions de téléspectateurs[40]

- Douglas Weston (Alex Elmslie)
- Ella Thomas (Jada Khaled)
- Anslem Richardson (Tahir Khaled)
- Lothaire Bluteau (Adrien Montalban)
- Sterling Macer Jr. (Absalom Bakri)
- Michelle Van Der Water (Maribel)
- Bruno Oliver (George)
- Tom Winter (Agent Nassir du NCIS)
- Jeronimo Spinx (Agent Thompson du NCIS)
- Elise Robertson (La femme d'Elmslie)
- Nicolette Collier (La fille d'Elmslie)

### Épisode 14:Les Transporteurs
- États-Unis /  Canada : 7 février 2012 sur CBS / Global
- France : 29 juin 2012 sur M6
- Québec : 4 décembre 2012 sur V[41]

- États-Unis : 16,27 millions de téléspectateurs[42]
- Canada : 1,738 million de téléspectateurs[43]
- France : 3,30 millions de téléspectateurs[40]

- Miguel Ferrer (Owen Granger, directeur adjoint du NCIS)
- Currie Graham (Roger Clark)
- Alana de la Garza (Diane Dunross)
- Basil Wallace (Ed Gornt)
- Gabriel Salvador (Luis Marquez)
- Patrick Y. Malone (Détective du LAPD)
- Danny Vasquez (Un homme membre d'un cartel)

### Épisode 15:Le Caméléon
- États-Unis /  Canada : 14 février 2012 sur CBS / Global
- France : 6 juillet 2012 sur M6
- Québec : 22 janvier 2013 sur V[44]

- États-Unis : 16,15 millions de téléspectateurs[45]
- Canada : 1,993 million de téléspectateurs[46]
- France : 2,74 millions de téléspectateurs[47]

- Miguel Ferrer (Owen Granger, directeur adjoint du NCIS)
- Peter Stormare (Agent d'Interpol Martin Källström)
- Christophe Lambert (Le Caméléon)
- Eric Etebari (Rinaldo Maggio)
- Paul Cassell (Paul Marin)
- Anthony Armatrading (Diplomate Nigérian)
- Thomas Tofel (Agent d'Interpol Jorgen Linderoth)
- John Hartmann (Bryan Colster)
- Mackenzie Mauzy (Erin)
- Adam Huss (Le beau gosse branché)
- Nick Jaine (Propriétaire d'un Café)
- Virginia Watson (Gardien de prison)
- André Gordon (Agent de sécurité)
- Jennifer Saygan (Gérant d'hôtel)
- Christian Mortensen (Alan)
- Anthony Palermo (Propriétaire d'un club)

### Épisode 16:Blye, K (1repartie)
- États-Unis /  Canada : 21 février 2012 sur CBS / Global
- France : 6 juillet 2012 sur M6
- Québec : 29 janvier 2013 sur V

- États-Unis : 15,47 millions de téléspectateurs[48]
- Canada : 2,038 millions de téléspectateurs[49]
- France : 2,74 millions de téléspectateurs[47]

- Miguel Ferrer (Owen Granger, directeur adjoint du NCIS)
- Gregg Henry (Alex Harris)
- Billy Smith (Agent du NCIS Carter)
- Samantha Smith (Agent du NCIS Bell)
- Mark D. Clookie (Agent du NCIS Mark Clookie)
- Spencer Garrett (Peter Clairmont)

### Épisode 17:Blye, K (2epartie)
- États-Unis /  Canada : 28 février 2012 sur CBS / Global
- France : 13 juillet 2012 sur M6
- Québec : 5 février 2013 sur V

- États-Unis : 15,85 millions de téléspectateurs[50]
- Canada : 1,96 million de téléspectateurs[51]
- France : 2,87 millions de téléspectateurs[52]

- Miguel Ferrer (Owen Granger, directeur adjoint du NCIS)
- Laura Harring (Julia Feldman)
- Spencer Garrett (Peter Clairmont)
- Adam Grimes (Bel homme)
- Jes Macallan (Megan Stevens)
- Pamela Shaddock (Directrice de banque)
- Matthew Grant Godbey (Détective du LAPD Dan Evans)
- Gregg Henry (Alex Harris)

### Épisode 18:Le Dragon et la Fée
- États-Unis /  Canada : 20 mars 2012 sur CBS / Global
- France : 20 juillet 2012 sur M6
- Québec : 12 février 2013 sur V

- États-Unis : 16,17 millions de téléspectateurs[53]
- Canada : 1,918 million de téléspectateurs[54]
- France : 2,80 millions de téléspectateurs[55]

- Dan Lauria (James Cleary)
- Lydia Look (Mai Nguyen)
- Sumalee Montano (Yen Tran)
- François Chau (Binh Tran)
- Christopher Khai (Tuan Nguyen)
- Vyvy Nguyen (Qui)
- James Chen (Cadeo Hoang)
- Sam Medina (Phuoc)
- Kenji Nakamura (Anh)
- Brea Cola (Niki)
- Lee Chen (Membre de l'Association Nationale des Gouverneurs ((en) National Governor Association ou NGA)
- Andy T. Tran (Gardien de sécurité)

### Épisode 19:Le Traître
- États-Unis /  Canada : 27 mars 2012 sur CBS / Global
- France : 27 juillet 2012 sur M6
- Québec : 19 février 2013 sur V

- États-Unis : 14,75 millions de téléspectateurs[56]
- Canada : 1,876 million de téléspectateurs[57]
- France : 2,96 millions de téléspectateurs[58]

- Chris Butler (Capitaine de corvette Dean Westerman)
- Gino Anthony Pesi (Premier maître Green)
- Dustin Seavey (Quartier-maître de troisième classe Doug Foster)
- Brian Patrick Wade (Quartier-maître de première classe David Hodgkins)
- Kate Lacey (Médecin légiste Amy Shuler)
- Blake Griffin (Sergent-artilleur Booker)
- Eltony Williams (Marine EOD Sergeant Revis)
- Tabitha Morella (Heather Linden)
- Ka'ramuu Kush (Quartier-maître de deuxième classe Rafael Torres)
- Verda Bridges (Gérant de motel)
- Coley Mustafa Speaks (Marine EOD Corporal Shaw)

### Épisode 20:Intérêts communs
- États-Unis /  Canada : 10 avril 2012 sur CBS / Global
- France : 3 août 2012 sur M6
- Québec : 26 février 2013 sur V

- États-Unis : 12,86 millions de téléspectateurs[59]
- Canada : 2,004 millions de téléspectateurs[60]
- France : 2,48 millions de téléspectateurs[61]

- Peter Cambor (Nate Getz)
- David Furr (Agent du FBI Jonas Ambrose)
- Zach Lewis (Agent du FBI Marcus Hinty)
- Richard Blake (Gavin Knowles)
- Brea Grant (Mia Jameson)
- Eric Jungman (Adam Malnick)
- Craig Gellis (Harold)
- Michael Hyatt (Assistant-directeur du FBI)
- Pierrino Mascarino (Gérant de magasin)
- Christel Khalil (Jeune femme)
- Anna Wood (en) (Baby-sitter)
- Sharon Tay (Reporter de ZNN)

### Épisode 21:Pa Make Loa
- États-Unis /  Canada : 1er mai 2012 sur CBS / Global
- France : 7 juillet 2012 sur M6
- Suisse : 17 juillet 2012 sur RTS Un
- Québec : 5 mars 2013 sur V

- États-Unis : 15,21 millions de téléspectateurs[62]
- Canada : 2,206 millions de téléspectateurs[63]
- France : 3,80 millions de téléspectateurs[64]

- Daniel Dae Kim (Chin Ho Kelly)
- Scott Caan (Danny 'Danno' Williams)
- Rob Benedict (Jarrod Prodeman)
- Cynthia Addai-Robinson (Hôtesse de l'air)
- Laura Regan (Carol Walker/Sharon Walker)
- Helen Eigenberg (Docteur Rachel Holden)
- Randy Evans (Gate Attendant)
- Celia Finkelstein (Infirmière)
- Murray Gershenz (Murray Edelstein)
- Blake Neitzel (Adolescent)
- Rachel Rubenstein (Hôtesse de l'air #2)

- Deuxième partie de l'épisode chassé-croisé avec Hawaii 5-0. La première partie, épisode 21, saison 2 d'Hawaii 5-0 Pa Make Loa a été diffusé la veille sur CBS[4] et Global.
- Ironiquement au Québec, la deuxième partie a été diffusée sur V le 5 mars 2013 soit deux mois et demi avant la diffusion de la première partie le 15 mai 2013 sur Séries+.

### Épisode 22:Nos charmants voisins
- États-Unis /  Canada : 8 mai 2012 sur CBS / Global
- Suisse : 1er août 2012 sur RTS Un
- France : 17 août 2012 sur M6
- Québec : 12 mars 2013 sur V

- États-Unis : 14,56 millions de téléspectateurs[65]
- Canada : 1,996 million de téléspectateurs[66]
- France : 2,62 millions de téléspectateurs[67]

- Vyto Ruginis (Arkady Kolcheck)
- Scott Elrod (Brett Turner)
- Brianne Davis (Polina Grafetta)
- Alaina Huffman (Serena Miller)
- J. P. Manoux (Bob Wright)
- D. C. Douglas (Rob Nelson)
- George Gerdes (Floyd Hobbs)
- Mandy June Turpin (Jane Felton)
- Gabriel Suttle (Cody Felton)
- Stone Eisenmann (Jake Felton)
- George Tasudis (Mikhail Kroyov)

### Épisode 23:À l'aveugle (1repartie)
- États-Unis : 15 mai 2012 sur CBS[68]
- Canada : 16 mai 2012 sur Global[Note 1]
- Suisse : 1er août 2012 sur RTS Un
- France : 24 août 2012 sur M6
- Québec : 19 mars 2013 sur V

- États-Unis : 15,19 millions de téléspectateurs[69]
- Canada : 806 000 téléspectateurs[70]
- France : 2,96 millions de téléspectateurs

- Miguel Ferrer (Owen Granger, directeur adjoint du NCIS)
- Brian Avers (Agent Spécial du NCIS Mike Renko)
- Claire Forlani (Lauren Hunter)
- Christophe Lambert (Marcel Janvier / Le Caméléon)
- Lauren Sweetser (Mara White)
- Sarayu Rao (Docteur Susan DePaul)
- Brent Briscoe (Gérant de motel)
- Scott MacDonald (Rich Mayfield)
- William Gregory Lee (Blake Mayfield)
- Dustin Ingram (Jeff Foster)
- Scott MacArthur (Neil Barlow)
- Patrick Quinlan (Conrad Weaver)
- Jack Kennedy (Earl Mayfield)
- Eyal Podell (Un Passager)
- Cooper Thornton (Kelvin Atley)
- Lovensky Jean-Baptise (Policier du Service de Police de Los Angeles #1)
- Kim Swenen (Policier du Service de Police de Los Angeles #2)
- Yan Feldman (Un chauffeur)
- Alon Moni Aboutboul (Naseem Vaziri)

### Épisode 24:À l'aveugle (2epartie)
- États-Unis : 15 mai 2012 sur CBS[68]
- Canada : 16 mai 2012 sur Global[Note 1]
- Suisse : 1er août 2012 sur RTS Un
- France : 31 août 2012 sur M6
- Québec : 19 mars 2013 sur V

- États-Unis : 15,19 millions de téléspectateurs[69]
- Canada : 806 000 téléspectateurs[70]
- France : 3,22 millions de téléspectateurs

- Miguel Ferrer (Owen Granger, directeur adjoint du NCIS)
- Claire Forlani (Lauren Hunter)
- Brian Avers (Agent Spécial du NCIS Mike Renko)
- Christophe Lambert (Marcel Janvier / Le Caméléon)
- Lauren Sweetser (Mara White)
- Sarayu Rao (Docteur Susan DePaul)
- Brent Briscoe (Gérant de motel)
- Scott MacDonald (Rich Mayfield)
- William Gregory Lee (Blake Mayfield)
- Dustin Ingram (Jeff Foster)
- Scott MacArthur (Neil Barlow)
- Patrick Quinlan (Conrad Weaver)
- Jack Kennedy (Earl Mayfield)
- Eyal Podell (Un Passager)
- Cooper Thornton (Kelvin Atley)
- Lovensky Jean-Baptise (Policier du Service de Police de Los Angeles #1)
- Kim Swenen (Policier du Service de Police de Los Angeles #2)
- Yan Feldman (Un chauffeur)
- Alon Moni Aboutboul (Naseem Vaziri)

## Cotes d'écoute au Canada anglophone

### Portrait global
- La moyenne pour cette saison est d'environ 1,99 million de téléspectateurs[Note 2].
- Pour le calcul de la moyenne, seulement les épisodes diffusés en substitution simultanée sont pris en compte pour avoir un portrait d'écoute le plus juste possible.

### Données détaillées
| Numéro épisode | Titre original           | Diffuseur | Date de diffusion originale (2011-2012) | Heure         | Cotes d'écoute (en téléspectateurs) | Classement soirée | Classement semaine |
| -------------- | ------------------------ | --------- | --------------------------------------- | ------------- | ----------------------------------- | ----------------- | ------------------ |
| 1              | Lange, H.                | Global    | Mardi 20 septembre 2011                 | 21h00 HE / HP | 2 113 000                           | 1                 | 9                  |
| 2              | Cyber Threat             | Global    | Mardi 27 septembre 2011                 | 21h00 HE / HP | 2 063 000                           | 1                 | 9                  |
| 3              | Backstopped              | Global    | Mardi 4 octobre 2011                    | 21h00 HE / HP | 1 888 000                           | 1                 | 11                 |
| 4              | Deadline                 | Global    | Mardi 11 octobre 2011                   | 21h00 HE / HP | 2 177 000                           | 1                 | 5                  |
| 5              | Sacrifice                | Global    | Mardi 18 octobre 2011                   | 21h00 HE / HP | 1 920 000                           | 2                 | 12                 |
| 6              | Lone Wolf                | Global    | Mardi 25 octobre 2011                   | 21h00 HE / HP | 1 955 000                           | 2                 | 9                  |
| 7              | Honor                    | Global    | Mardi 1er novembre 2011                 | 21h00 HE / HP | 1 946 000                           | 1                 | 11                 |
| 8              | Greed                    | Global    | Mardi 8 novembre 2011                   | 21h00 HE / HP | 2 007 000                           | 1                 | 8                  |
| 9              | Betrayal                 | Global    | Mardi 15 novembre 2011                  | 21h00 HE / HP | 1 762 000                           | 1                 | 12                 |
| 10             | The Debt                 | Global    | Mardi 22 novembre 2011                  | 21h00 HE / HP | 2 226 000                           | 2                 | 8                  |
| 11             | Higher Power             | Global    | Mardi 13 décembre 2011                  | 21h00 HE / HP | 2 000 000                           | 1                 | 7                  |
| 12             | The Watchers             | Global    | Mardi 3 janvier 2012                    | 21h00 HE / HP | 2 063 000                           | 3                 | 5                  |
| 13             | Exit Strategy            | Global    | Mardi 10 janvier 2012                   | 21h00 HE / HP | 1 999 000                           | 2                 | 6                  |
| 14             | Partners                 | Global    | Mardi 7 février 2012                    | 21h00 HE / HP | 1 738 000                           | 1                 | 11                 |
| 15             | Crimeleon                | Global    | Mardi 14 février 2012                   | 21h00 HE / HP | 1 993 000                           | 1                 | 9                  |
| 16             | Blye, K.                 | Global    | Mardi 21 février 2012                   | 21h00 HE / HP | 2 038 000                           | 1                 | 7                  |
| 17             | Blye, K., Part 2         | Global    | Mardi 28 février 2012                   | 21h00 HE / HP | 1 960 000                           | 2                 | 7                  |
| 18             | The Dragon and the Fairy | Global    | Mardi 20 mars 2012                      | 21h00 HE / HP | 1 918 000                           | 2                 | 8                  |
| 19             | Vengeance                | Global    | Mardi 27 mars 2012                      | 21h00 HE / HP | 1 876 000                           | 1                 | 6                  |
| 20             | Patriot Acts             | Global    | Mardi 10 avril 2012                     | 21h00 HE / HP | 2 004 000                           | 1                 | 5                  |
| 21             | Touch of Death           | Global    | Mardi 1er mai 2012                      | 21h00 HE / HP | 2 206 000                           | 1                 | 4                  |
| 22             | Neighborhood Watch       | Global    | Mardi 8 mai 2012                        | 21h00 HE / HP | 1 996 000                           | 1                 | 7                  |
| 23             | Sans Voir, Part 1        | Global    | Mercredi 16 mai 2012                    | 21h00 HE / HP | 806 000                             | N/D               | N/D                |
| 24             | Sans Voir, Part 2        | Global    | Mercredi 16 mai 2012                    | 22h00 HE / HP | 806 000                             | N/D               | N/D                |